# Hugo Höglund (politiker)
Hjalmar Hugo Höglund, född 11 november 1889 i Karl Johans församling i Göteborg, död 10 augusti 1975 i Härlanda församling i Göteborg, var en svensk socialdemokratisk politiker, riksdagsman och förvaltningschef i Göteborg under åren 1927–1955.

## Biografi
Höglund var lärling vid Civiltryckeriet 1903–1906, bedrev studier vid Fackskolan för Bokindustri i Göteborg 1906–1907, var typograf vid Göteborgs-Posten 1907–1927, föreståndare för Göteborgs offentliga arbetsförmedling 1927–1933 och sjukhusdirektör i Göteborg 1933–1958. Han var ledamot av riksdagens första kammare 5 november–31 december 1932 och ledamot av Göteborgs stadsfullmäktige 1921–1958. Han innehade kommunala uppdrag som ordförande 1942–1958 för Göteborgs kommuns gatunamnsberedning och var 1944–1962 ledamot av styrelsen för Göteborgs stadsteater.
Höglund tilldelades 1957 medaljen Illis Quorum av tolfte storleken.
Höglund mottog Göteborgs stads förtjänsttecken den 3 juni 1949.

## Familj
Föräldrar var Sven Johan Höglund och Hulda Johanna, född Carlsson. Hugo Höglund gifte sig 1913 med Agnes Sofia Helena, född Bengtsson 1891 i Göteborg. Han gifte sig 2:a gången 1946 med Birgit Linnea, född Persson 1916 i Göteborg.